# Bdeogale omnivora
Bdeogale omnivora (Пухнастохвоста мангуста Сококе) — ссавець, представник ряду хижих із родини мангустових.

## Поширення
Поширення обмежене тільки прибережними лісами Кенії й Танзанії. Назва походить від назви лісу Арубуко-Сококе. Зовні дуже подібний до виду на Bdeogale crassicauda.

## Загрози та охорона
Популяція в лісі Арубуко-Сококе перебуває під загрозою через втрату місць проживання у зв'язку з незаконними рубками. Популяція в лісі Шімба-Хілс перебуває потенційно під загрозою через залісення немісцевими видами сосен. Зареєстрований на кількох природоохоронних територіях, в тому числі в Національному парку Шімба-Хілс і в лісі Арубуко-Сококе.